# Primera Guerra Púnica
La Primera Guerra Púnica fou la primera de les tres guerres entre la República Romana i Cartago, les dues potències dominants de la Mediterrània occidental a l'albada del segle iii aC, que des del 264 fins al 241 aC es disputaren l'hegemonia en allò que acabaria sent el conflicte ininterromput més llarg i la major guerra naval de l'edat antiga. L'escenari principal de les hostilitats fou l'illa de Sicília i les aigües que la banyen, seguides pel nord d'Àfrica. Els cartaginesos es rendiren després de 23 anys de baixes esgarrifoses en un bàndol i l'altre.
La guerra esclatà el 264 aC, quan els romans convertiren la ciutat de Messana (avui Messina) en la seva primera plaça forta a Sicília. Tot seguit, imposaren una aliança a Siracusa, l'única potència independent de certa envergadura a l'illa, i assetjaren la base principal de Cartago a Agrigent. Aleshores, construïren una marina que infligí una sèrie de derrotes a la flota cartaginesa mitjançant tàctiques innovadores. La conquesta romana d'una base cartaginesa a Còrsega fou seguida per un atac infructuós contra Sardenya i el posterior abandonament de la base corsa. Els romans aprofitaren la seva superioritat marina per emprendre una invasió del nord d'Àfrica que fou interceptada pels cartaginesos. Els romans tornaren a prevaldre en la batalla del Cap Ècnom, possiblement la batalla naval més gran de la història en nombre de combatents. La invasió començà amb bon peu i el 255 aC els cartaginesos obriren negociacions de pau, però les exigències dels romans eren tan severes que els cartaginesos decidiren continuar la resistència i poc després frustraren la invasió. L'estol romà enviat a evacuar els supervivents topà amb els cartaginesos en la batalla de la punta Hermea, davant de la costa africana, que se saldà amb una derrota cartaginesa sense pal·liatius. Tanmateix, una tempesta destruí bona part de la flota romana, incloent-hi el gruix de les naus i més de 100.000 homes, quan tornava a Itàlia.
A partir d'aleshores, la guerra fou un estira-i-arronsa sense clar dominador. Els cartaginesos recuperaren Agrigent el 255 aC, però com que no es veien capaços de defensar-la, arrasaren la ciutat i la tornaren a abandonar. Els romans no trigaren a posar en mar una nova flota amb 200 naus noves i prengueren Panorm (avui Palerm) el 254 aC. L'any següent perderen unes altres 150 naus en una tempesta. L'intent cartaginès de reconquerir Panorm el 251 aC fou desbaratat en una batalla davant de les muralles de la ciutat. Els romans, que havien anat estenent el seu control gradualment arreu de Sicília, investiren els dos últims bastions dels cartaginesos, situats a l'extrem occidental de l'illa, el 249 aC. A més a més, llançaren un atac per sorpresa contra la flota cartaginesa, però foren vençuts en la batalla de Drèpana. Els cartaginesos donaren continuïtat a la seva victòria i enfonsaren la majoria dels vaixells romans que quedaven en la batalla de Fincíada. El conflicte entrà en punt mort durant uns anys, fins que els romans encara construïren una altra flota el 243 aC i estrangularen les guarnicions cartagineses amb un bloqueig. La flota despatxada per Cartago a auxiliar-les fou anihilada en la batalla d'Egusa el 241 aC i les tropes cartagineses aïllades a Sicília no tingueren més remei que entaular negociacions de pau.
El tractat de pau imposava a Cartago el pagament de considerables reparacions de guerra i la cessió de Sicília, que seria annexionada a la República Romana amb la condició de província. A partir d'aquest moment, Roma es convertí en la primera potència militar de la Mediterrània occidental i, amb el pas del temps, de tota la Mediterrània. L'esforç herculi de construir mil galeres durant la guerra fou la pedra angular del domini marítim de Roma en els sis segles següents. La fi del conflicte propicià una gran revolta que els cartaginesos reprimiren amb gran dificultat. Les tensions estratègiques no resoltes entre Roma i Cartago acabarien desembocant en l'esclat de la Segona Guerra Púnica el 218 aC.

## Fonts

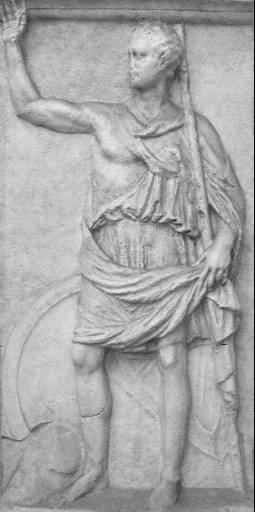
Polibi

## Context

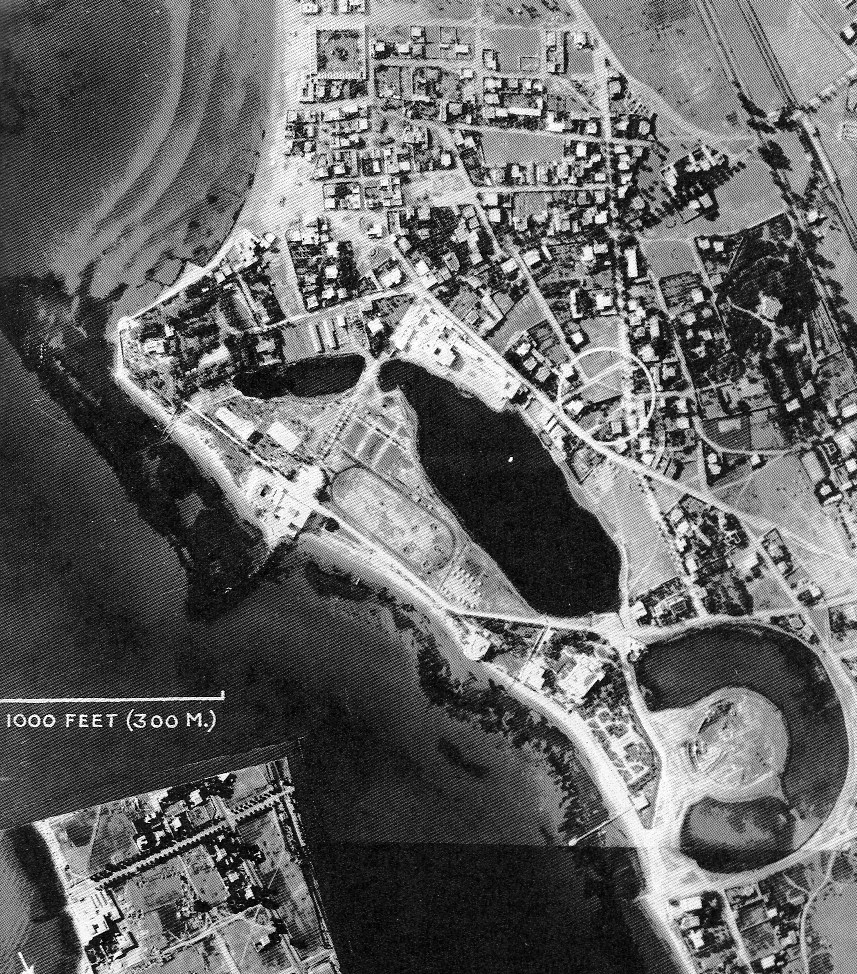
Fotografia aèria de les restes de la base naval de Cartago. Al centre es veuen els vestigis del port mercantil i a baix a la dreta els del port militar. Abans de la guerra, Cartago tenia la marina més poderosa de la Mediterrània occidental.

La República Romana havia anat creixent per la força de les armes al sud de la península Itàlica al llarg del segle anterior a la Primera Guerra Púnica. Els romans culminaren la conquesta de la part de la península situada al sud del riu Arno el 270 aC, amb la rendició de les polis gregues del sud d'Itàlia (Magna Grècia) en acabar les guerres pírriques. Per la seva banda, Cartago, que tenia la capital en el territori que avui en dia és Tunísia, havia anat estenent el seu domini al sud de la península Ibèrica, bona part de la costa del nord d'Àfrica, les Illes Balears, Còrsega, Sardenya i la meitat occidental de Sicília, que quedaren integrades en el seu imperi militar i comercial. Als segles v i iv aC, Cartago havia estat implicada en una sèrie de guerres sense resultats definitius contra les ciutats estat gregues de Sicília, amb Siracusa al capdavant. Abans de començar la guerra, Cartago i Roma havien consolidat la seva posició com a potències destacades de la Mediterrània occidental. Així mateix, havien plasmat la seva amistat en diverses aliances formals: el 508-507 aC, el 348 aC i el 279-278 aC. Gaudien de bones relacions i vincles comercials estrets. Durant la guerra pírrica del 280-275 aC, contra un rei de l'Epir que atacava els romans a Itàlia i els cartaginesos a Sicília, Cartago havia fornit material militar als romans i la seva marina havia transportat forces romanes com a mínim una vegada.
El 289 aC, els mamertins, un cos de mercenaris italians que anteriorment havien estat contractats per Siracusa, ocuparen la ciutat de Messana (avui Messina), a l'extrem nord-oriental de Sicília. Amenaçats per Siracusa, el 265 aC els mamertins demanaren auxili tant a Roma com a Cartago. Els primers a reaccionar foren els cartaginesos, que exhortaren el rei de Siracusa, Hieró II a no escalar la situació i convenceren els mamertins d'acceptar una guarnició cartaginesa. Polibi conta que els romans deliberaren molt de temps sobre la conveniència d'ajudar els mamertins. Com que els cartaginesos ja tenien soldats apostats a Messana, si els romans feien costat als mercenaris, qualsevol petita espurna podia fer esclatar una guerra amb Cartago. Els romans, que mai no havien mostrat interès per Sicília, no estaven gaire predisposats a socórrer uns soldats que havien arrabassat una ciutat als seus justos propietaris. Ara bé, tampoc no podien obviar l'avantatge estratègic i el profit econòmic que traurien de tenir un cap de pont a Sicília. Incapaç de resoldre el dilema per si sol, el Senat Romà, possiblement a iniciativa d'Api Claudi, sotmeté la qüestió a la consideració de l'assemblea popular. El mateix Claudi, partidari d'entrar en acció, brandí com a argument l'oportunitat d'obtenir un gran botí. Finalment, l'assemblea decidí trametre ajut als mamertins i Claudi fou nomenat comandant d'una expedició militar amb ordres de passar a Sicília i instal·lar una guarnició romana a Messana.
La primera acció de la guerra fou el desembarcament romà a Sicília el 264 aC. Malgrat la superioritat naval dels cartaginesos, els romans travessaren l'estret de Messana sense gaire oposició. Dues legions sota el comandament de Claudi es dirigiren a Messana, d'on els mamertins havien expulsat la guarnició cartaginesa menada per Hannó, i es veieren assetjades pels cartaginesos i els siracusans alhora. En circumstàncies que no estan del tot clares, els siracusans aixecaren el seu setge de la ciutat, seguits pels cartaginesos. Els romans marxaren cap al sud i investiren Siracusa, però com que no tenien prou forces ni línies de subministrament prou consolidades per a un setge reeixit, no trigaren a retirar-se. Dos segles de conflictes a Sicília havien ensenyat als cartaginesos que les campanyes a gran escala costaven un dineral, vessaven molta sang i, tot i així, estaven condemnades a fracassar, així que Cartago estava convençuda que la guerra no es resoldria en un enfrontament decisiu. Calculava que la seva supremacia naval li permetria mantenir la guerra lluny dels seus territoris mentre continuava prosperant. La idea era reclutar un exèrcit de mercenaris per enfrontar-se als romans, amb ciutats ben fortificades que fossin abastades per via marina i servissin de base defensiva.

### Exèrcits

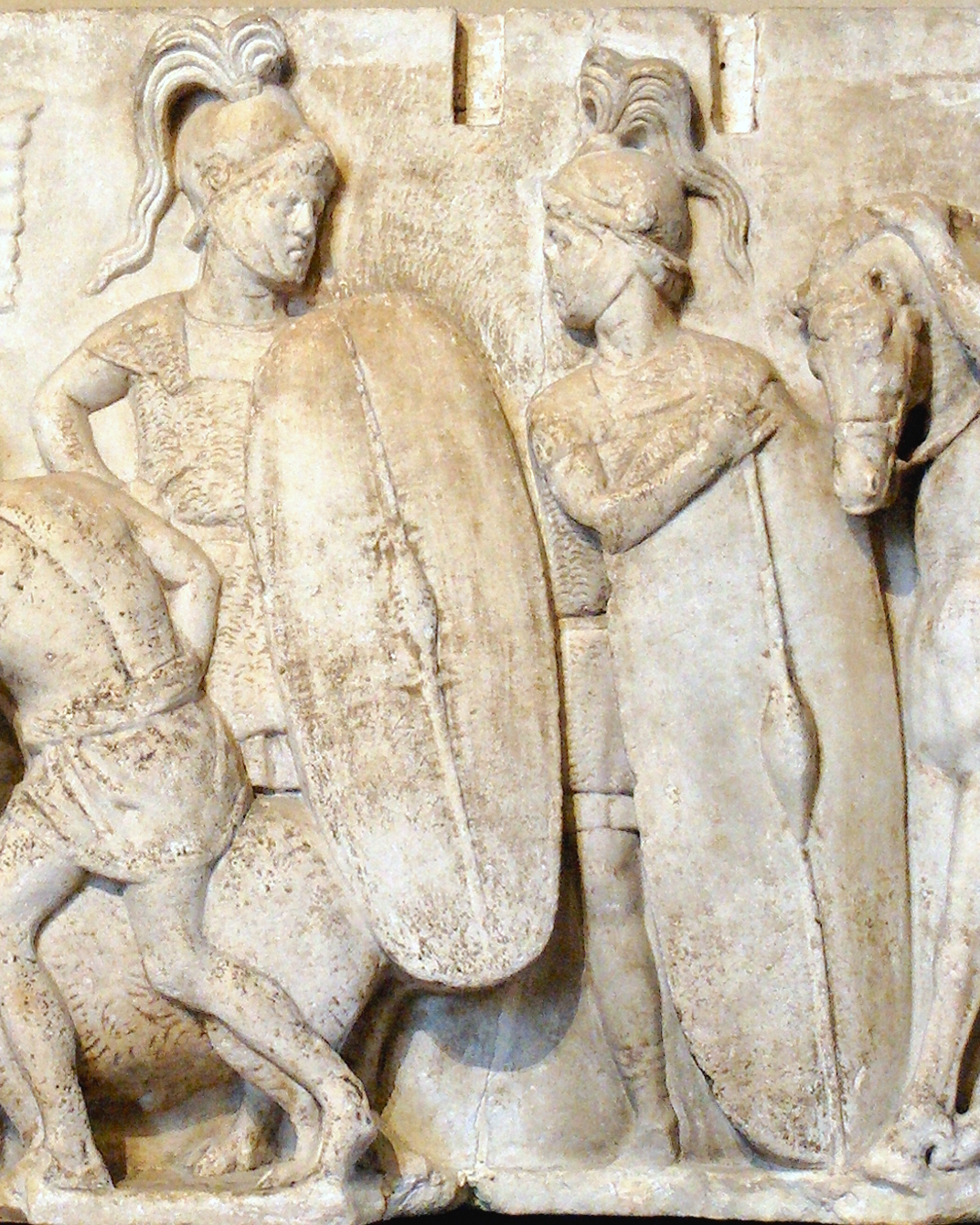
Detall del relleu de l'altar de Domici Ahenobarb que mostra dos soldats d'infanteria romans del.

Els homes romans adults tenien el deure de prestar servei militar. La gran majoria anaven amb la infanteria, mentre que els estrats més acabalats formaven un component de cavalleria. Tradicionalment, els romans aixecaven dues legions, cadascuna integrada per 4.200 soldats de peu (o, en determinades circumstàncies, fins a 5.000) i 300 cavallers. Els vèlits, una petita part de la infanteria, eren escaramussadors que portaven javelines. La resta era infanteria pesant, equipada amb armadura, un escut i una espasa curta. Els soldats d'infanteria es dividien en tres classes: els hastats (primera línia) anaven amb dues javelines, mentre que els prínceps (segona línia) i els triaris (tercera línia) portaven hastae. Tant les subdivisions de les legions com els legionaris individuals lluitaven en línies relativament obertes. En general, per formar un exèrcit es combinava una legió romana amb una altra de mida i equipament similars enviada pels seus socis.
Els cartaginesos, en canvi, només prestaven servei militar en cas d'amenaça directa a la ciutat. En general, el que feia Cartago era reclutar mercenaris estrangers. Bona part d'aquests soldats de fortuna prevenien del nord d'Àfrica, que fornia infanteria d'ordre tancat equipada amb un escut gran, casc, una espasa curta i llances llargues; escaramussadors armats amb javelines; cavalleria de xoc (o cavalleria pesant) que portava llances; i cavalleria escaramussadora que gitava les seves llances des de la distància i evitava el combat cos a cos. Tant Hispània com la Gàl·lia aportaven infanteria veterana, tropes sense armadura que escometien els enemics amb ferocitat, però que tenien la mala fama de retirar-se si el combat es prolongava gaire. La major part de la infanteria cartaginesa lluitava en una formació compacta, la falange, generalment en dues o tres línies. Els cartaginesos reclutaven foners experts de les illes Balears. A més a més, duien elefants de guerra. Les fonts no deixen del tot clar si els elefants portaven torres amb soldats al damunt.

### Marines
Els quinquerrems, naus amb cinc rengles de rems a cada banda, formaven el nucli dur de les flotes romanes i cartagineses de les guerres púniques. Eren tan ubics que Polibi fa servir el terme quinquerrem per referir-se als vaixells de guerra en general. Així mateix, solia transportar 40 soldats de marina, que generalment estaven associats a una nau determinada. Si estava per caure una batalla, aquesta dotació es podia doblar o triplicar.

El corb, el giny d'abordatge desenvolupat pels romans

Els remers havien de passar per un entrenament llarg i dur per remar en equip i executar maniobres de batalla complexes. Per manejar correctament una nau, calia que com a mínim la meitat dels remers tinguessin una certa perícia. Així doncs, els romans partien d'una situació de desavantatge contra els cartaginesos, més experimentats. Per contrarestar-ho, desenvoluparen el corb, un pont d'1,2 metres d'amplada i 11 metres de llargada equipat amb un clau a la part inferior de l'extrem lliure, dissenyat per penetrar i clavar-se a la coberta d'una nau enemiga. Aquest giny permetia que els legionaris romans que combatien com a infanteria de marina abordessin i capturessin les naus enemigues i representava una evolució respecte a la tàctica tradicional d'envestida.
Cada nau de guerra portava un esperó format per tres fulles de bronze de 60 cm i fins a 270 kg col·locades a la línia de flotació. Les envestides havien anat declinant en benefici dels abordatges durant el segle anterior a les guerres púniques, car les naus més grosses i ponderoses adoptades en aquest període no eren ni prou veloces ni prou maniobrables per envestir altres vaixells i, fins i tot en cas que ho aconseguissin, tenien una construcció més robusta que els permetia encaixar millor els efectes de l'atac. L'adaptació del corb pels romans era una continuació d'aquesta tendència i intentava compensar la seva inferioritat en maniobres navals al principi del conflicte. El pes afegit a la proa afectava la maniobrabilitat i navegabilitat de la nau. A més a més, el corb era inservible en condicions de marejada.

## Sicília (264-256 aC)

Sicília, punt focal del conflicte

L'escenari principal de les hostilitats fou l'illa de Sicília i les aigües que la banyen. Els paisatges accidentats de l'interior de l'illa dificultaven els moviments dels exèrcits grans i facilitaven la tasca dels defensors. Les operacions terrestres es limitaven fonamentalment a incursions, setges i maniobres d'interdicció. En els 23 anys que durà el conflicte, a Sicília només es lliuraren dues batalles campals: la batalla d'Agrigent el 262 aC i la batalla de Panorm el 250 aC. Tant els romans com els cartaginesos es dedicaven sobretot a guarnir les seves respectives places fortes i imposar bloquejos a ciutats enemigues.
Els romans tenien el costum arrelat d'elegir anualment dos homes, els cònsols, i posar-los al capdavant d'un exèrcit cadascun. Els dos cònsols del 263 aC foren enviats a Sicília amb 40.000 soldats. Investiren de bell nou la ciutat de Siracusa. Com que no esperaven rebre suport dels cartaginesos, els siracusans no trigaren a pactar la pau amb els romans. Acceptaren l'amistat de Roma, li pagaren 100 talents (uns 2.600 kg) d'argent i, sobretot, accediren a fornir provisions a l'exèrcit romà a Sicília. Algunes petites dependències cartagineses seguiren els passos de Siracusa. Els cartaginesos establiren la seva base estratègica a Agrigent, una ciutat portuària situada cap al centre de la costa meridional de Sicília. Els romans l'assetjaren el 262 aC. La logística dels romans deixava molt a desitjar. Per una banda, la supremacia naval cartaginesa els impedia transportar subministraments per mar; per altra banda, no estaven gens avesats a cobrir les necessitats d'un exèrcit d'aquesta envergadura. Arribada la collita, el gruix de les tropes es dispersaren per un ampli territori per farratjar i cercar aliment. Els cartaginesos, menats per Hanníbal Giscó, agafaren els romans desprevinguts amb una sortida impetuosa i forçaren l'entrada al seu campament. Tanmateix, els romans es referen de la sorpresa i posaren els cartaginesos en desbandada. Aquests fets induïren els dos bàndols a anar amb peus de plom a partir d'aleshores.

Compassos inicials de la guerra (264-262 aC)

En l'entretant, Cartago havia reclutat un exèrcit, que es reuní a Àfrica abans de passar a Sicília. Es componia de 50.000 soldats de peu, 6.000 genets i 60 elefants (xifres possiblement exagerades) sota el comandament d'Hannó. En les seves files hi havia lígurs, celtes i ibers. Hannó sortí en auxili d'Agrigent quan el setge ja feia cinc mesos que durava. En arribar, no feu gaire cosa més que acampar en un terreny elevat, implicar-se en escaramusses amb poca esma i ensinistrar les seves tropes. Finalment, llançà una ofensiva el 261 aC, però els cartaginesos sofriren una greu derrota en la batalla d'Agrigent. Els romans, dirigits pels seus dos cònsols (Luci Postumi Megel i Quint Mamili Vítul), els encalçaren i arribaren a capturar-ne els elefants i les provisions. Quan ja era fosc, la guarnició cartaginesa aprofità una distracció dels romans per escapolir-se. L'endemà, els romans prengueren la ciutat i els seus habitants i en vengueren 25.000 com a esclaus.
A partir d'aquest moment, el conflicte estigué en punt mort durant uns anys. Entre les causes d'aquest estancament hi ha la ingent quantitat de recursos que els romans invertiren en una campanya poc fructífera contra Còrsega i Sardenya. Ja en possessió d'Agrigent, els romans avançaren cap a l'oest i assetjaren Mitístraton sense èxit durant set mesos. El 259 aC, es fixaren com a objectiu la ciutat de Termes, a la costa septentrional de l'illa. Les tropes romanes i els seus aliats es barallaren i acamparen per separat. Hamílcar, veient l'oportunitat que se li presentava, caigué de cop i volta sobre un dels contingents mentre aixecava el campament i li infligí entre 4.000 i 6.000 baixes. Hamílcar procedí a capturar Enna, al centre de Sicília, i Camarina, al sud-est de l'illa. L'any següent, els romans recuperaren Enna i reeixiren per fi a prendre Mitístraton. Avançaren cap a Panorm, però hagueren de replegar-se després de conquerir Hipana. El 258 aC, un llarg setge els permeté reprendre Camarina. Al llarg dels anys següents, Sicília fou l'escenari d'incursions d'escassa rellevància, escaramusses i canvis de bàndol ocasionals de ciutats menors.

## Construcció d'una flota romana

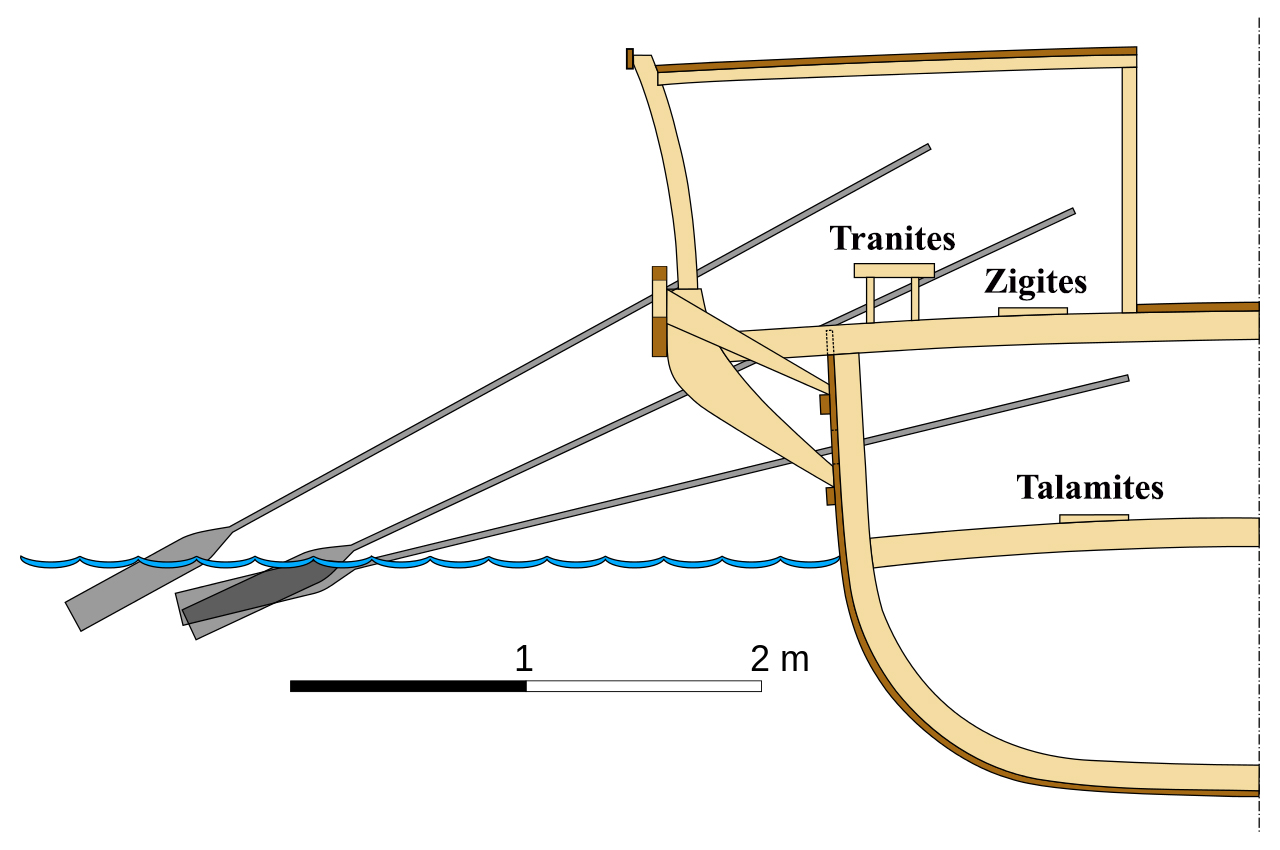
Representació de la posició dels tres nivells de remers en un trirrem grec

En aquesta fase del conflicte, hi hagué molt poc moviment a Sicília. Els cartaginesos es tancaven a les seves ciutats, ben fortificades i situades majoritàriament a la costa, on podien rebre subministraments i reforços per via naval sense que l'exèrcit romà, superior al cartaginès, els pogués interceptar. El mar, on els romans no tenien gaire experiència, es convertí en l'escenari prioritari. En general, les rares vegades que havien sentit la necessitat de projectar una força naval, els romans havien desplegat esquadres petites fornides pels seus aliats llatins o grecs. El 260 aC es decidiren a construir una flota inspirant-se en el disseny d'un quinquerrem cartaginès que havia naufragat. Com que els mestres d'aixa romans eren de la primera volada, feren còpies de les naus cartagineses que eren més ponderoses, molt més lentes i menys maniobrables que les originals.
Els romans construïren 120 naus de guerra i el 260 aC les enviaren a Sicília per ensinistrar-ne les tripulacions. El cònsol Gneu Corneli Escipió salpà amb les disset primeres i feu proa cap a les illes Lípares, situades a una trentena de quilòmetres de la costa nord-est de Sicília. La seva intenció era prendre Lípara, el principal port de l'arxipèlag. Hanníbal Giscó, l'antic comandant de la guarnició d'Agrigent, menava la flota cartaginesa, basada a Panorm, a un centenar de quilòmetres de Lípara. Quan descobrí el que tramaven els romans, feu anar a Lípara un estol de 20 naus dirigit per Boodes. Els cartaginesos arribaren a la seva destinació a plena nit i acorralaren els romans al port. Els homes d'Escipió, poc experimentats, cediren ben de pressa davant de l'atac de Boodes. Alguns romans, espaordits, fugiren terra endins i el mateix cònsol fou fet presoner. L'esquadra romana, generalment en bon estat, caigué en mans cartagineses. No gaire més tard, Hanníbal i les 50 naus que portava en una missió de reconeixement ensopegaren amb el gruix de la flota romana; si bé el mateix Hanníbal es feu escapadís, perdé la majoria de les naus en la topada. Els romans incorporaren el corb a les seves naus després d'aquesta contesa.
El col·lega d'Escipió, Gai Duïli, transferí el comandament de les legions de terra als seus subordinats i es feu a la mar per cercar els cartaginesos. Les flotes rivals es trobaren davant de la costa de Miles i combateren en la batalla de Miles. Hanníbal disposava de 130 naus; l'historiador John Lazenby calcula que Duïli en devia tenir un nombre similar. Els cartaginesos, que ja es veien amb la victòria al sac per la veterania de les seves tripulacions i la major velocitat i maniobrabilitat de les seves naus, no es molestaren a posar-se en ordre abans d'abraonar-se sobre els romans. Aquests últims enganxaren les 30 primeres naus cartagineses amb el corb i les abordaren, incloent-hi el vaixell d'Hanníbal, que tan sols aconseguí escapolir-se a bord d'un bot. Quan ho veieren, els altres cartaginesos intentaren envestir els romans pels flancs o la rereguarda. El contraatac dels romans se saldà amb la captura d'una altra vintena de naus cartagineses (fonts antigues diferents de Polibi parlen de 30 o 31 naus preses i 13 o 14 d'enfonsades.). Els supervivents cartaginesos giraren cua i reeixiren a escapar-se. Seguidament, Duïli feu aixecar el setge de Segesta, ciutat ocupada pels romans.

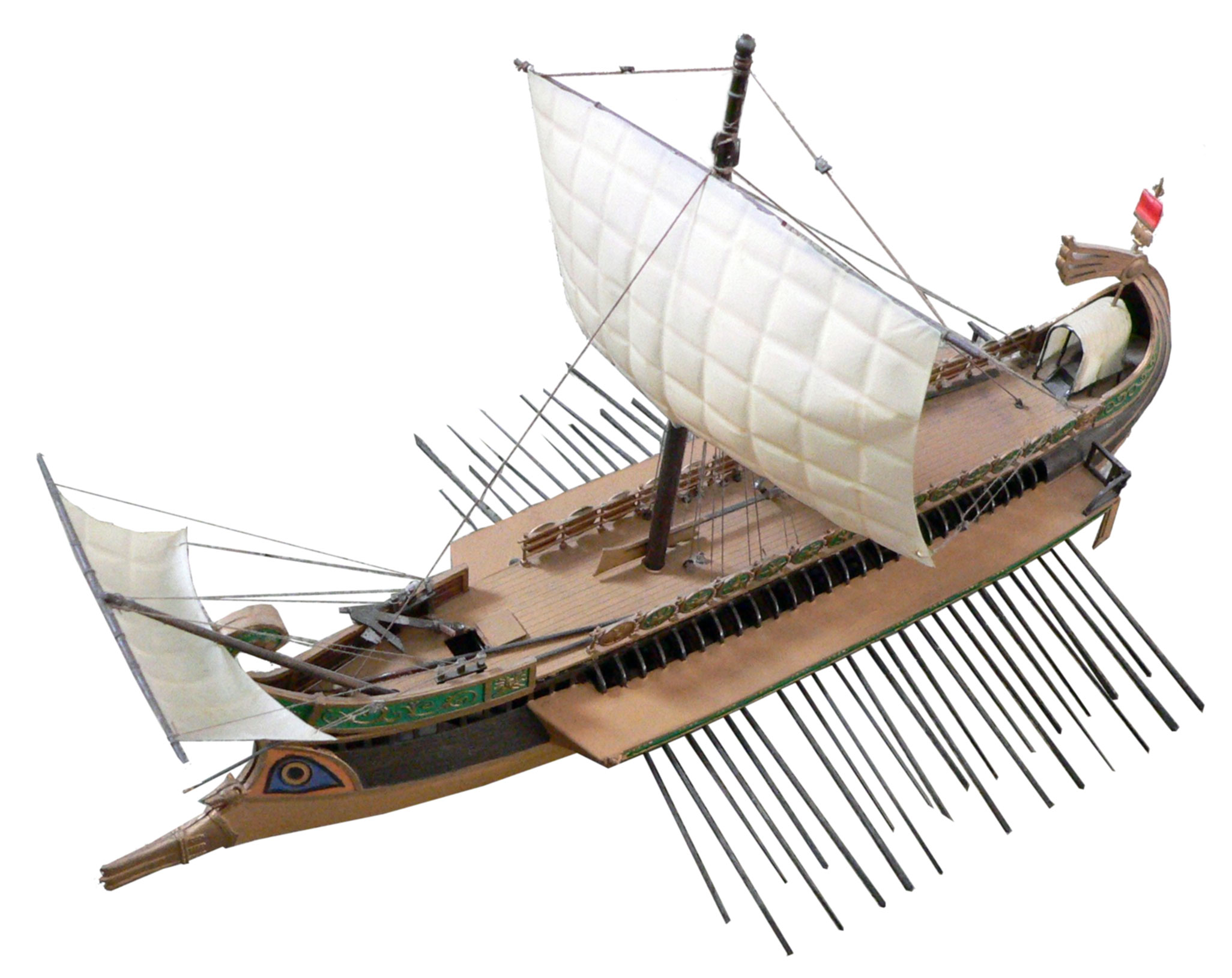
Representació moderna d'un trirrem romà

Mentrestant, la costa italiana patia les incursions de naus cartagineses amb base a Còrsega i Sardenya des de principis del 262 aC. Per posar-hi remei, el 259 aC, un any després de l'enfrontament de Miles, el cònsol Luci Corneli Escipió dirigí part de la flota contra el port cors d'Alèria i la conquerí. El seu posterior atac a la ciutat sarda d'Òlbia fou rebutjat i li acabà costant el control d'Alèria. El 258 aC, una flota romana en clara superioritat numèrica infligí una derrota sense pal·liatius a un estol cartaginès en la batalla de Sulcos, davant de la costa occidental de Sardenya. El comandant cartaginès, Hanníbal Giscó, deixà els seus homes a l'estacada i fugí a Sulcos, però els seus propis soldats l'enxamparen i el crucificaren. La incapacitat dels romans (que intentaven exercir pressió sobre Sardenya i Sicília alhora) de donar continuïtat a aquesta victòria condemnà al fracàs la seva ofensiva contra les posicions cartagineses a Sardenya.
El 257 aC, Gai Atili Règul, que havia fondejat a Tíndaris, al nord-est de Sicília, apercebé un estol cartaginès que navegava sense ordre i sense adonar-se de la presència dels romans. El comandant romà ordenà un atac immediat que desembocaria en la batalla de Tíndaris. La seva precipitació feu que la flota romana sortís a la mar de manera desordenada. Els cartaginesos reaccionaren amb contundència, envestint i enfonsant nou de les deu naus romanes que anaven al davant. Tanmateix, l'arribada del gruix de la flota romana se saldà amb la captura de deu naus cartagineses i la destrucció d'unes altres vuit. Els cartaginesos tornaren a aprofitar la velocitat dels seus vaixells per retirar-se abans de perdre més naus. Seguidament, els romans assaltaren les illes Lípares i Malta.

## Invasió d'Àfrica

1. Els romans desembarquen a Aspis i prenen la ciutat (256 aC).
2: Victòria romana a Aspis (256 aC).
3: Els romans capturen Tunis (256 aC).
4: Xantip surt de Cartago amb un gran exèrcit (255 aC).
5:Derrota romana a Tunis (255 aC).
6: Els romans es retiren a Aspis i abandonen Àfrica (255 aC).

Esperonats per les victòries navals a Miles i Sulcos i, alhora, frustrats per l'estancament de la situació a Sicília, els romans prepararen una ofensiva marina i ordiren un pla per portar la guerra al nord d'Àfrica, i amenaçar la ciutat de Cartago (prop de Tunis), el cor de l'Imperi Cartaginès. Ni els romans ni els cartaginesos estaven disposats a cedir la supremacia naval als seus contrincants, així que es gastaren un dineral i moltíssims recursos humans en el manteniment i l'expansió de les seves respectives marines de guerra. A principis del 256 aC salpà de la costa tirrena d'Itàlia una flota romana formada per 330 naus de guerra i un nombre indeterminat de vaixells de transport, amb els dos cònsols d'aquell any, Marc Atili Règul i Luci Manli Vulsó Llong, al capdavant. Els romans embarcaren uns 26.000 legionaris de les tropes destacades a Sicília poc abans de la batalla, amb la intenció de fer la travessia a Àfrica i envair el territori que avui en dia és Tunísia.
Els cartaginesos, assabentats de les intencions dels romans, posaren les 350 naus de guerra que els restaven sota el comandament d'Hannó el Gran i Hamílcar i sortiren a interceptar els seus adversaris prop de la costa meridional de Sicília. La posterior batalla del cap Ècnom és possiblement la batalla naval més gran de la història, amb la participació (segons Polibi) de 680 naus i un total de 290.000 tripulants i soldats de marina. Els cartaginesos portaren la iniciativa en la fase inicial de l'enfrontament, confiats que la seva millor maniobrabilitat els conferiria un avantatge decisiu. La pugna es perllongà durant un dia, al cap del qual sortiren victoriosos els romans, que enfonsaren 30 naus cartagineses i en prengueren unes altres 64, contra 24 naus perdudes per la seva banda.
El següent pas de l'exèrcit romà, dirigit per Règul, fou desembarcar a Àfrica, prop d'Aspis, i començar a saquejar el rerepaís de Cartago. Els romans en tingueren prou amb un breu setge per emparar-se d'Aspis. Aleshores, la majoria de les naus romanes tornaren a Sicília mentre Règul prosseguia la guerra a Àfrica amb 15.000 soldats de peu i 500 cavallers. Règul assetjà la ciutat d'Adis. Els cartaginesos feren tornar Hamílcar de Sicília amb 5.000 soldats de peu i 500 cavallers. Hamílcar, Hasdrúbal i un altre general, Bòstar, compartien el comandament d'un exèrcit que tenia un contingent important de cavallers i elefants i que era si fa no fa igual de gros que la host romana. Els cartaginesos acamparen dalt d'un turó proper a Adis. Els romans marxaren de nit i, a trenc d'alba, caigueren d'imprevist sobre el campament des de dues direccions diferents. Els cartaginesos, sorpresos, acabaren fugint a la desbandada. Malgrat que no hi ha xifres exactes de les baixes cartagineses en general, sí que se sap que els elefants i els cavallers en sortiren relativament indemnes.
Els romans explotaren l'avantatge per prendre la ciutat de Tunis, a unes deu milles de Cartago, que els serví de base per a incursions devastadores als afores de Cartago. Els cartaginesos, desesperats, entaularen negociacions de pau. Tanmateix, les condicions que els oferí Règul eren tan draconianes que preferiren continuar lluitant. Confiaren l'ensinistrament del seu exèrcit al comandant mercenari espartà Xantip d'Esparta. El 255 aC, Xantip conduí un exèrcit de 12.000 soldats de peu, 4.000 cavallers i 100 elefants contra els romans i els desconfí en la batalla del riu Bàgrades. Uns 2.000 romans es retiraren a Aspis, mentre que uns altres 500, entre els quals hi havia Règul, foren capturats i la resta perderen la vida. Xantip, temorós que l'enveja dels generals cartaginesos li causés algun dany, cobrà els seus honoraris i tornà a Grècia. L'estol romà enviat a evacuar els supervivents fou interceptat per una flota cartaginesa davant de la costa africana. Els cartaginesos patiren un daltabaix en la batalla de la punta Hermea, en la qual els romans els arrabassaren 114 naus. En un nou cop de la sort, una tempesta destruí bona part de la flota romana mentre retornava a Itàlia, incloent-hi 384 naus de 464 i més de 100.000 homes, majoritàriament aliats llatins dels romans. Pot ser que el corb afectés greument la navegabilitat dels vaixells romans, car no consta que es tornessin a equipar amb aquest giny després d'aquest desastre.

## Sicília (255-248 aC)

Teatre d'operacions a Sicília entre el 253 i el 251 aC

Els romans no trigaren a reconstruir la flota destrossada per la tempesta del 255 aC i tiraren a la mar 220 nous vaixells. El 254 aC, els cartaginesos atacaren i prengueren Agrigent. Com que no es veien capaços de conservar la ciutat, li calaren foc i en demoliren les muralles abans d'abandonar-la. Mentrestant, els romans llançaren una ofensiva decidida a Sicília. Els dos cònsols aparellaren la flota sencera i assetjaren Panorm a principis d'any. Una vegada oberta una bretxa a les muralles, els romans penetraren la ciutat i en capturaren la perifèria a sang i a foc. La rendició de la resta de la ciutat no es feu esperar. Els 14.000 habitants que tenien prou diners hagueren de pagar un rescat per la seva llibertat; els altres 13.000 foren venuts com a esclaus. Bona part de l'oest de l'interior de Sicília es passà als romans: Ieta, Solunt, Petra i Tíndaris acordaren condicions de pau.
El 253 aC, els romans es tornaren a concentrar en Àfrica, que turmentaren amb incursió rere incursió. Un estol de 220 naus que tornava d'una incursió prop de Cartago en perdé 150 en una nova tempesta, així que els romans hagueren de reconstruir la flota altra vegada. L'any següent, els romans es fixaren el nord-oest de Sicília com a objectiu prioritari i enviaren una expedició naval a Lilibèon. Prengueren i incendiaren Selinunt i Heraclea Minoa, que encara restaven en mans cartagineses. Tanmateix, no pogueren capturar Lilibèon. El 252 aC conqueriren Termes i Lípares, que havien estat en una situació precaríssima des de la caiguda de Panorm. A banda d'aquestes maniobres, els romans evitaren les confrontacions el 252 i 251 aC. Polibi diu que tenien por dels elefants de guerra que els cartaginesos havien transportat a Sicília.

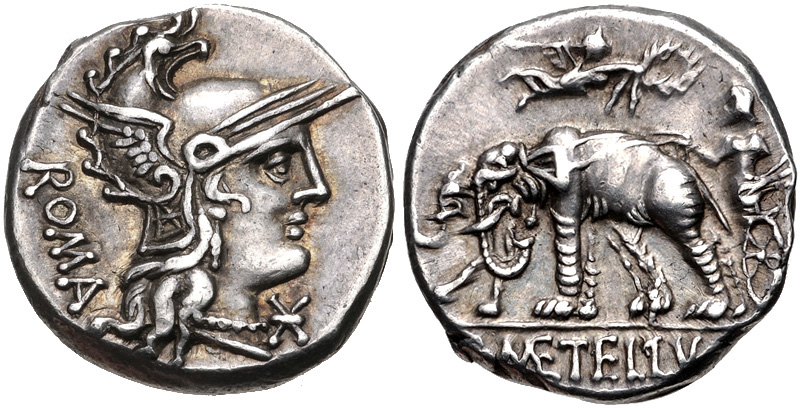
Denari de Gai Cecili Metel Caprari, encunyat el 125 aC. El revers representa el triomf del seu avantpassat Luci Cecili Metel, amb els elefants que havia capturat a Panorm.

A les acaballes de l'estiu del 251 aC, Hasdrúbal, un comandant cartaginès que havia combatut Règul a Àfrica, sentí que un dels cònsols havia anat a eixivernar a Sicília amb la meitat de l'exèrcit romà i ho aprofità per assolar la rodalia de Panorm. Les tropes romanes, dispersades mentre feien la collita, es retiraren a Panorm. Hasdrúbal, confiat, dirigí els elefants i la major part del seu exèrcit cap a les muralles de la ciutat. El comandant romà Luci Cecili Metel despatxà escaramussadors a turmentar els cartaginesos amb totes les javelines que els fossin menester. Un laberint de trinxeres, probablement del setge romà del 254 aC, dificultaven l'avanç dels elefants fins que els paquiderms, crivellats per una pluja de projectils, giraren cua i fugiren a través de la infanteria cartaginesa. Arribat aquest punt, una partida de soldats que Metel havia posicionat al flanc esquerre dels cartaginesos envestí les línies desordenades dels seus adversaris. Els cartaginesos es bateren en retirada. Metel els prengué deu elefants, però no permeté als seus soldats perseguir l'exèrcit en desbandada. Les fonts de l'època no donen xifres de baixes en aquesta contesa; els historiadors moderns jutgen que les estimacions posteriors que parlen d'entre 20.000 i 30.000 baixes cartagineses són poc versemblants.

Atacs romans el 250 i 249 aC

El 249 aC, amb la moral alta per la victòria a Panorm, els romans avançaren contra Lilibèon, la principal base cartaginesa a Sicília. Els cònsols d'aquell any, Publi Claudi Pulcre, i Luci Juni Pul·lus, investiren la ciutat al capdavant d'un gran exèrcit i enviaren 200 naus de la flota reconstruïda a bloquejar-ne el port. Cap al principi del bloqueig, 50 quinquerrems cartaginesos es concentraren davant de les Egusses, un arxipèlag situat entre 15 i 40 quilòmetres a l'oest de Sicília. Aprofitaren un fort vent de ponent per navegar a Lilibèon abans que els romans tinguessin temps de reaccionar i hi desembarcaren reforços i una gran quantitat de provisions. Així mateix, evacuaren la cavalleria cartaginesa, salpant de nit per esquivar els romans. Els romans blindaren els accessos terrestres a Lilibèon amb fortificacions de terra i fusta. Els seus intents reiterats de blocar l'entrada al port amb un barratge es veieren frustrats per l'estat del mar. La guarnició cartaginesa era aprovisionada per naus trencabloquejos, quinquerrems lleugers i maniobrables tripulats per mariners ben entrenats i pràctics experimentats.
Pulcre decidí atacar la flota cartaginesa, que estava ancorada al port de Drèpana (avui Trapani), no gaire lluny. Els romans navegaren de nit per agafar els cartaginesos d'improvís, però es dispersaren en la foscor. Un dels comandants cartaginesos, Adhèrbal, es feu a la mar a temps per evitar l'emboscada. El seu contraatac conduí a la batalla de Drèpana. Els romans, atrapats entre la costa i els seus adversaris, es defensaren amb dents i ungles al llarg de tot el dia, però no pogueren evitar una contundent derrota a mans de les naus cartagineses, més maniobrables i dotades de tripulacions més expertes. Aquesta seria la major victòria naval de Cartago en tota la guerra. Els cartaginesos passaren a l'ofensiva en el teatre marí: infligiren un nou revés als romans en la batalla de Fincíada i els deixaren amb una presència testimonial al Mediterrani. Passarien set anys abans que els romans tornessin a tenir una flota de certa importància. Els cartaginesos, per la seva banda, posaren la major part dels seus vaixells en la reserva per estalviar diners i destinar-ne les tripulacions a altres fins.

## Conclusió

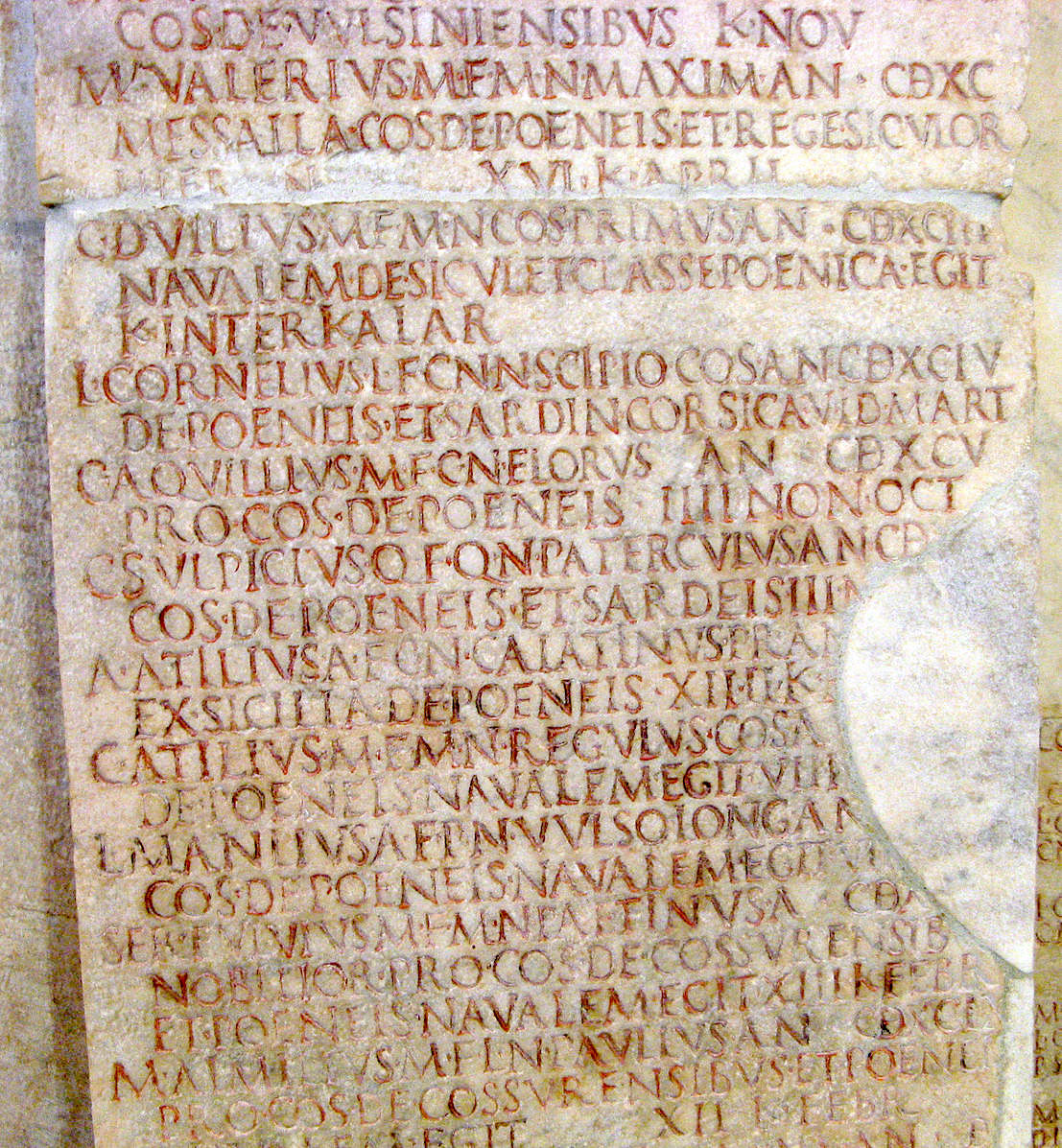
Fragment dels Fasti Triumphales que enumera tots els triomfadors romans de la guerra.

El 248 aC, les possessions cartagineses a Sicília es limitaven a Lilibèon i Drèpana, ciutats ben fortificades i situades a la costa occidental, on podien rebre provisions i reforços sense que els romans poguessin evitar-ho amb el seu exèrcit més poderós. Quan Hamílcar Barca (pare d'Hanníbal) assumí el comandament dels cartaginesos a Sicília el 247 aC, li fou assignat un exèrcit petit. A més a més, la flota cartaginesa emprengué una retirada gradual. Les hostilitats entre les forces romanes i les cartagineses es reduïren a operacions terrestres de poca envergadura, cosa que beneficiava els cartaginesos. Hamílcar feu servir tàctiques d'armes combinades en el marc d'una estratègia fabiana, maniobrant des de la seva base a Èrix, al nord de Drèpana. Aquesta guerrilla mantenia fixades les legions romanes i preservava el cap de pont de Cartago a Sicília.
Els més de vint anys de guerra havien empès els dos bàndols a la vora del precipici econòmic i demogràfic. L'intent fallit dels cartaginesos d'obtenir un préstec de 2.000 talents (uns 52.000 kg) de l'Egipte ptolemaic dona una idea del seu destret financer. Per la seva banda, els romans tenien l'erari gairebé buit, mentre que el nombre d'homes adults, que integraven l'efectiu de la marina i les legions, havia caigut un 17% des de l'esclat de la guerra. Segons Goldsworthy, Roma havia patit baixes «esgarrifoses».
A la darreria del 243 aC, el senat es rendí a l'evidència que els romans no prendrien mai Drèpana i Lilibèon mentre no estenguessin el bloqueig al mar i decidí construir una nova flota. El tresor públic ja no tenia prou recursos per a una inversió d'aquesta magnitud, així que els senadors demanaren préstecs als ciutadans més rics de Roma, proposant-los finançar una nau cadascun (o entre dos o tres) i prometent-los que els reemborsarien els diners amb les reparacions que imposarien a Cartago un cop derrotada. El resultat foren uns 200 quinquerrems construïts, equipats i tripulats íntegrament amb capital privat. Els romans basaren el disseny dels nous vaixells en una nau trencabloquejos que havien capturat i que destacava per les seves excel·lents propietats. Els romans ja eren experts en construcció naval i disposaven de naus de qualitat contrastada. Un altre pas important fou l'abandonament del corb. Aquesta modificació augmentava la velocitat i maniobrabilitat dels vaixells, però exigia un nou enfocament de la part dels romans: per prevaldre definitivament sobre els cartaginesos, els havien de batre al mar igual que els havien batut a terra ferma.
Els cartaginesos posaren en mar una flota més nombrosa per portar subministraments a Sicília. Una vegada acomplida aquesta missió, el seu objectiu era recollir la major part dels soldats cartaginesos apostats a l'illa per emprar-los com a infanteria de marina. Tanmateix, fou interceptada per la flota romana menada per Gai Lutaci Càtul i Quint Valeri Faltó. Els romans, que tenien més perícia, prevalgueren sobre els cartaginesos, que estaven mal ensinistrats i no tenien les degudes tripulacions, en la batalla de les Egusses. Els vencedors aprofitaren l'embranzida d'aquesta victòria decisiva per continuar les seves operacions terrestres contra Lilibèon i Drèpana a Sicília. El Senat Cartaginès no es veia amb cor de gastar-se els recursos necessaris per construir i tripular encara una altra flota, així que encomanà a Hamílcar la negociació d'un tractat de pau amb els romans, tasca que el general delegà en el seu subordinat Giscó. La Primera Guerra Púnica es clogué amb la signatura del Tractat de Lutaci, que obligava Cartago a evacuar Sicília, alliberar tots els presoners que havia capturat en el decurs del conflicte i pagar una indemnització de 3.200 talents (uns 82.000 kg d'argent) en deu anys.

## Conseqüències

Cessions territorials de Cartago (vermell pàl·lid amb contorn blau)

La guerra havia durat 23 anys, cosa que en fa el conflicte ininterromput més llarg de la història antiga. Així mateix, fou la guerra naval de major envergadura del món antic. Acabada la contesa, els cartaginesos provaren de defraudar la soldada de les tropes estrangeres que havien combatut a les seves files. Els mercenaris es revoltaren i atragueren a la seva causa nombrosos grups locals descontents. Els cartaginesos hagueren de fer grans esforços i cometre greus atrocitats per esclafar la insurrecció. El 237 aC prepararen una expedició per recuperar l'illa de Sardenya, que havia caigut en mans dels rebels. En un acte de cinisme, els romans declararen que aquesta empresa era un acte de guerra. A canvi de la pau, exigiren la cessió de Sardenya i Còrsega i el pagament d'una indemnització addicional de 1.200 talents (uns 30.000 kg d'argent). Afeblida per tres dècades de guerra, Cartago accedí a aquestes pretensions per evitar un altre conflicte amb Roma. El nou pagament i la cessió de Sardenya i Còrsega foren afegits a les condicions del tractat. Aquestes accions dels romans suscitaren la rancúnia de Cartago envers Roma i es consideren factors contribuents a l'esclat de la Segona Guerra Púnica.
El rol predominant d'Hamílcar Barca en la derrota de les tropes estrangeres amotinades i els rebels africans cobrí els bàrcides de glòria i acreixé el poder de la família. El 238-237 aC, Hamílcar i molts dels seus veterans dugueren a terme una expedició per ampliar els dominis cartaginesos al sud d'Ibèria. Al llarg de les dues dècades següents, aquestes terres esdevindrien un feu bàrcida semiautònom i fornirien bona part de l'argent destinat a pagar l'exorbitant indemnització a Roma.
La fi de la Primera Guerra Púnica fou la primera fita en l'expansió de Roma fora de la península Itàlica. Sicília es convertí en la primera província romana amb el nom de Sicilia i fou posada sota la jurisdicció d'un antic pretor. L'illa adquiriria una importància cabdal en el subministrament de cereals a Roma. Còrsega i Sardenya foren ajuntades en una sola província governada per un pretor i esdevingueren una altra font de cereals. Tanmateix, fou necessari mantenir-hi una presència militar considerable durant set anys, pel cap baix, a causa de les dificultats dels romans per reprimir-ne els habitants. Siracusa fou reconeguda com un regne nominalment independent i un aliat de Roma en vida de Hieró II. Roma emergí del conflicte com a potència hegemònica de la Mediterrània occidental i, cada cop més, de la Mediterrània en conjunt. Els romans havien construït més de 1.000 naus durant la pugna. Aquesta experiència a l'hora de fabricar, tripular, aparellar i mantenir un nombre tan gran de vaixells seria la pedra fundacional del domini marítim de Roma durant els sis segles següents. Tanmateix, la lluita pel control de la Mediterrània occidental restava per dirimir. El setge cartaginès de Sagunt, una ciutat amiga dels romans situada a l'est de la península Ibèrica, el 218 aC fou l'espurna que encengué la Segona Guerra Púnica entre les dues potències.